# Pietro Niccolini
Pietro Niccolini (* 5. September 1572 in Florenz; † 1. Dezember 1651 ebenda) war von 1632 bis 1651 katholischer Erzbischof von Florenz.

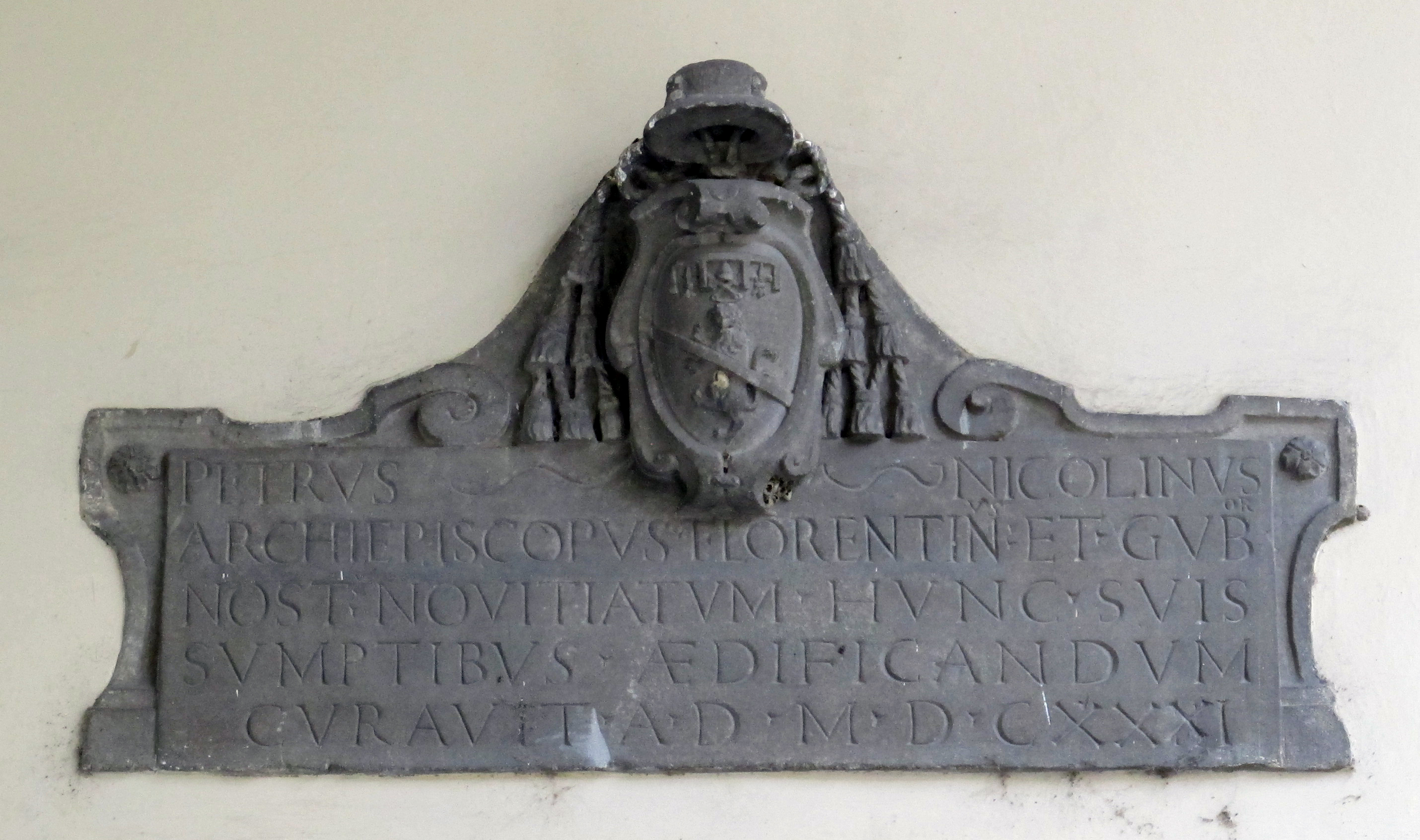
Gedenktafel mit Wappen zum Andenken von Monsignore Niccolini an der Pia Casa Montedomini

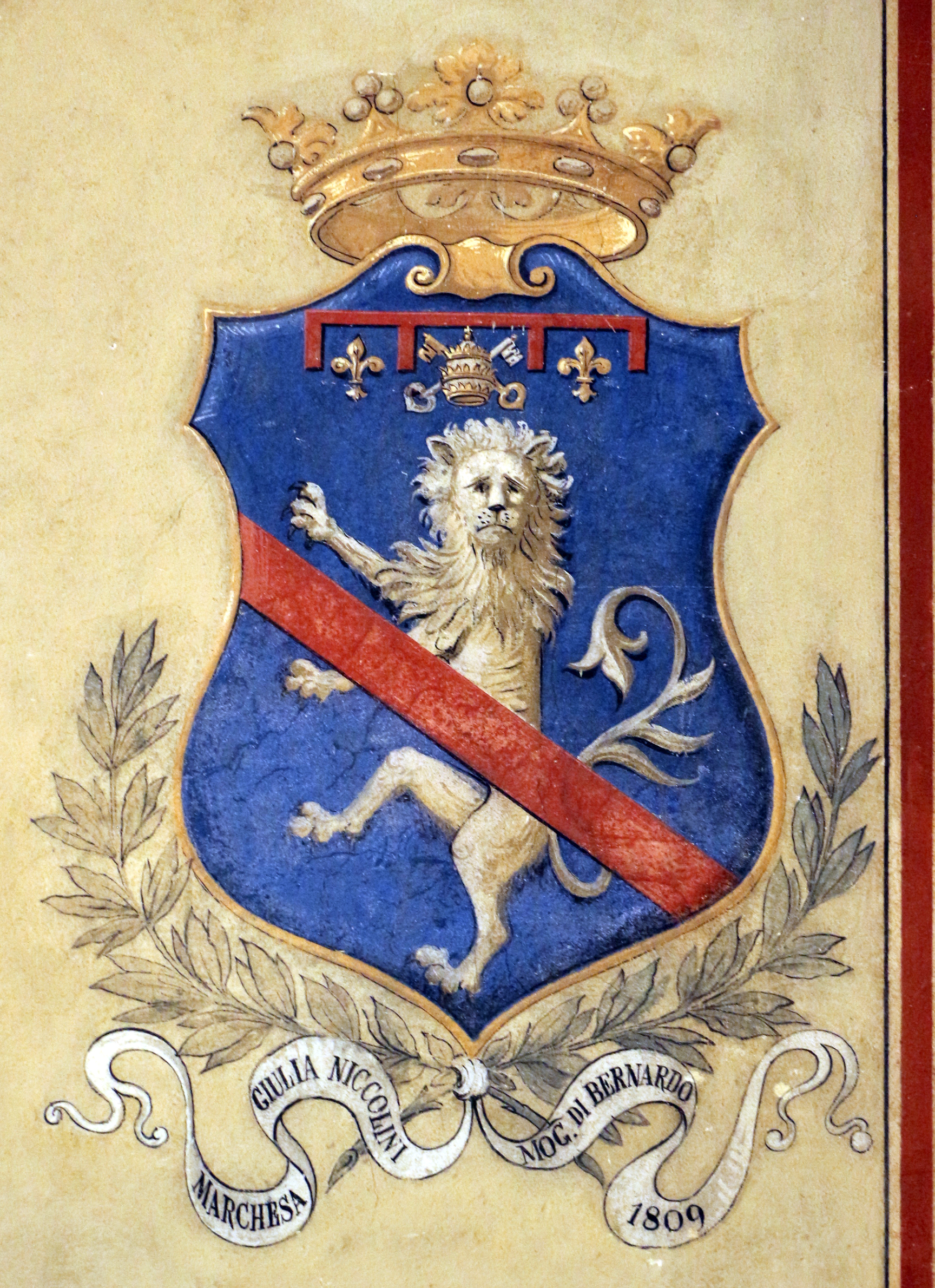
Wappen des Hauses Niccolini

## Leben
Er wurde in Florenz als Sohn von Lorenzo und Isabella Corsi geboren. Die Patrizier-Familie, sein Vater war seit 1588 Senator, gehörte dem Machtkreis der Medici an.
Nachdem er 1592 ein Jurastudium an der Universität von Pisa begonnen hatte, erhielt er am 6. Januar 1597 seine erste Tonsur. Am 14. Dezember promovierte er in utroque iure und begann seine kirchliche Laufbahn. Seine erste wichtige Aufgabe war die Ernennung zum Generalvikar der Diözese Fiesole. Am 14. April 1607 erfolgte seine Ernennung zum Generalvikar der Erzdiözese Florenz. In diesen fast 25 Jahren erwarb er eine hervorragende Kenntnis der Pfarreien und des örtlichen Klerus. Am 7. Juni 1632 wurde er zum Erzbischof ernannt.
Er war unermüdlich in der Führung und Unterstützung der Erzdiözese tätig. Neben der Pastoralvisitation aller Pfarreien wollte er auch die Situation aller in der Erzdiözese tätigen Unternehmen kennen und hielt zwei Synoden ab, 1637 und 1645. Er forderte den Klerus auf, ihrer Rolle mehr Aufmerksamkeit zu schenken, besonders in Zeiten der wirtschaftlichen Stagnation, welche die Stadt in diesem Jahrhundert erlitt. Trotz der Verarmung vieler Pfarreien verlangte er, dem Verfall Einhalt zu gebieten, indem er eine angemessene Kleidung, Ausstattung und Struktur der Kirchen vorschrieb. In diesem Sinne ging er mit gutem Beispiel voran, indem er den erzbischöflichen Palast restaurierte und die der Erzdiözese zustehenden Leistungen bewahrte.
Erwähnenswert ist seine Unterstützung für die Gründung des Florentiner Hospitals S. Dorotea de’ Pazzerelli, dem „Krankenhaus der Geisteskranken“ in Florenz, die 1643 nach dem Projekt von Pater Alberto Leoni erfolgte.
Er starb am 1. Dezember 1651 in Florenz und wurde in der Kathedrale beigesetzt.